# Coleophora odorariella
Coleophora odorariella é uma espécie de mariposa do gênero Coleophora pertencente à família Coleophoridae.